# Caníbal (película)
Caníbal es una película de coproducción internacional estrenada en 2013 y dirigida por Manuel Martín Cuenca.
Se presentó en la 61.ª edición del Festival Internacional de Cine de San Sebastián

## Sinopsis
Granada. Carlos (Antonio de la Torre) lleva una doble vida: por un lado es un sastre prestigioso y respetable; por otro un ser malvado que come carne humana, concretamente se alimenta de mujeres desconocidas. Pero todo esto cambia el día que conoce a Nina (Olimpia Melinte) una joven rumana que está buscando a su hermana gemela. 

## Reparto
| Intérprete              | Personaje          |
| ----------------------- | ------------------ |
| Antonio de la Torre     | Carlos             |
| Olimpia Melinte         | Nina y Alexandra   |
| María Alfonsa Rosso     | Aurora             |
| Javivi                  | Modesto Alfériz    |
| Florin Fildan           | Bogdan             |
| Manolo Solo             | Vecino             |
| Delphine Tempels        | Mujer Gasolinera   |
| Gregory Brossard        | Hombre Gasolinera  |
| Sara Da Pin Up          | Mujer playa        |
| Cedric Sester           | Hombre Playa       |
| Carlos Aceituno         | Agente Judicial    |
| Yolanda Serrano         | Policía Científica |
| Francisco Conde         | Hermano Mayor      |
| Luis Fernández de Eribe |                    |
| Joaquín Núñez           |                    |

## Palmarés cinematográfico
Festival Internacional de Cine de San Sebastián
| Categoría        | Persona          | Resultado |
| ---------------- | ---------------- | --------- |
| Mejor fotografía | Pau Esteve Birba | Ganador   |

69.ª edición de las Medallas del Círculo de Escritores Cinematográficos
| Categoría               | Persona                                  | Resultado |
| ----------------------- | ---------------------------------------- | --------- |
| Mejor película          | Mejor película                           | Nominada  |
| Mejor director          | Manuel Martín Cuenca                     | Ganador   |
| Mejor actor             | Antonio de la Torre                      | Ganador   |
| Mejor actriz revelación | Olimpia Melinte                          | Nominada  |
| Mejor guion adaptado    | Alejandro Hernández Manuel Martín Cuenca | Ganadores |
| Mejor fotografía        | Pau Esteve Birba                         | Ganador   |

I edición de los Premios Feroz
| Categoría                | Persona              | Resultado |
| ------------------------ | -------------------- | --------- |
| Mejor película dramática |                      | Nominada  |
| Mejor dirección          | Manuel Martín Cuenca | Nominado  |
| Mejor actor protagonista | Antonio de la Torre  | Ganador   |
| Mejor tráiler            |                      | Nominada  |
| Mejor cartel             |                      | Nominada  |

XXVIII edición de los Premios Goya
| Categoría                 | Persona                                          | Resultado |
| ------------------------- | ------------------------------------------------ | --------- |
| Mejor película            | Mejor película                                   | Nominada  |
| Mejor director            | Manuel Martín Cuenca                             | Nominado  |
| Mejor actor protagonista  | Antonio de la Torre                              | Nominado  |
| Mejor actriz revelación   | Olimpia Melinte                                  | Nominada  |
| Mejor guion adaptado      | Alejandro Hernández Manuel Martín Cuenca         | Nominados |
| Mejor fotografía          | Pau Esteve Birba                                 | Ganador   |
| Mejor dirección artística | Isabel Viñuales                                  | Nominada  |
| Mejor sonido              | Eva Valiño Nacho Royo-Villanova Pelayo Gutiérrez | Nominados |

Premios Platino
| Año  | Categoría                      | Candidato           | Resultado |
| ---- | ------------------------------ | ------------------- | --------- |
| 2014 | Mejor Interpretación Masculina | Antonio de la Torre | Nominado  |